# Mantacore

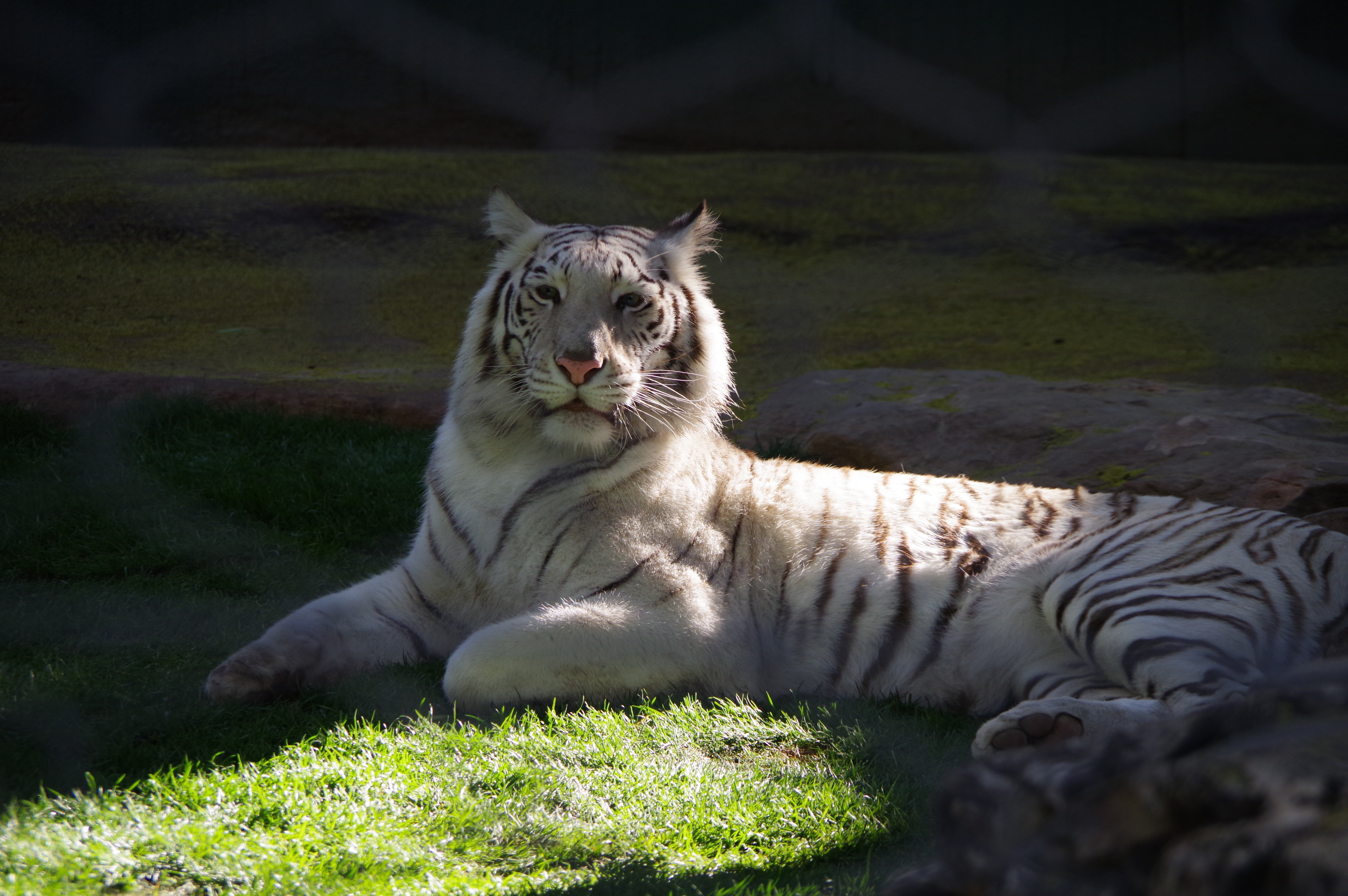
Ein Weißer Tiger im Siegfried & Roy Secret Garden and Dolphin Habitat im Mirage

Mantacore (* 1997; † 19. März 2014; auch Mantecore, falsch geschrieben Montecore) war ein Weißer Tiger.
Mantacore war eines von drei Jungtieren. Er wurde von seiner Mutter vernachlässigt und deshalb von Menschen mit der Flasche aufgezogen. Mantacore war mehr als zwei Meter lang und mehr als 180 bzw. 300 Kilogramm schwer. Er lebte im Siegfried & Roy Secret Garden and Dolphin Habitat im Mirage-Hotel und war Teil der Show Siegfried & Roy at The Mirage des Zauberkünstler- und Dompteur-Duos Siegfried und Roy im Mirage, die als meistbesuchte Show in Las Vegas galt. Siegfried und Roy züchteten seit 1982 sogenannte „Weiße Königstiger“.
An seinem 59. Geburtstag, dem 3. Oktober 2003, erlitt Roy Horn eigenen Angaben zufolge während der Show im Mirage einen leichten Schlaganfall. Mantacore griff den Dompteur während der Show an und verletzte ihn schwer. Nach schwerem Blutverlust, Schlaganfällen und einer Gehirnoperation erholte Horn sich nie mehr vollständig, blieb halbseitig gelähmt und auf einen Rollstuhl angewiesen. In späteren Interviews beschrieben Siegfried und Roy, dass Mantacore gespürt habe, dass etwas nicht stimmte und ihn daraufhin am Nacken gepackt habe, um ihn von der Bühne in Sicherheit zu bringen. Der Tiger habe dadurch sein Leben gerettet. Der Biss von Mantacore in den Hals sei dem ähnlich, den eine Katzenmutter bei ihren Jungtieren macht. Diese offizielle Version wurde bis zuletzt von Siegfried und Roy und ihrem Team vertreten, ist jedoch bis heute umstritten. Ärzte halten es für wahrscheinlicher, dass der Schlaganfall erst durch den Biss des Tigers ausgelöst wurde. Zuschauer und Mitarbeiter beschrieben, dass Mantacore zunächst nicht auf die Bühne kommen wollte und Abläufe in dieser Show anders waren als sonst. Der Tiger stellte sich in der Bühnenmitte auf die Hinterläufe und biss Horn zunächst in den Arm. Während Tierpfleger auf die Bühne rannten und versuchten einzugreifen, packte Mantacore Horn am Hals und zog ihn schüttelnd hinter die Kulissen.
Wegen dieses Vorfalls beendeten Siegfried und Roy ihre aktive Bühnenkarriere.
Der Trainer Chris Lawrence widersprach 2019 Fischbachers und Horns Erklärungen, warum der Tiger Horn angegriffen hatte, und behauptete, dies sei auf Horns falschen Umgang mit Mantacore zurückzuführen. Er glaube, dass das Duo und das Mirage den wahren Grund für den Angriff vertuschten, um ihr Image zu schützen. Das Duo wies die Behauptungen von Lawrence zurück, beschrieben den Vorfall erneut aus ihrer Sichtweise, äußerten Unverständnis darüber, dass sich Lawrence ausgerechnet jetzt an die Öffentlichkeit wendet und sagten, er „hatte ohnehin Probleme mit seinem Leben“. Lawrence’ öffentliche Äußerung geschah kurz vor dem Start einer Film-Biografie über Siegfried und Roy, in der Lawrences Arbeit als Tigertrainer nicht positiv wegkam.
Mantacore starb am 19. März 2014 im Alter von 17 Jahren eines natürlichen Todes.